# Rocky Marciano
Pour les articles homonymes, voir Marciano.
Rocky Marciano, de son vrai nom Rocco Francis Marchegiano, né le 1er septembre 1923 et mort le 31 août 1969, est un boxeur américain. Son surnom a été repris pour nommer le personnage de fiction Rocky Balboa de la série de films Rocky avec Sylvester Stallone.
Il obtient la couronne des poids lourds le 23 septembre 1952, titre qu’il conserve jusqu’au 30 novembre 1956. Avec quarante-trois KO à son actif, son pourcentage de victoires par knockout de 87,755 % reste l'un des plus élevés dans l'histoire de la boxe poids lourds. Il est l'un des seuls champions du monde de cette catégorie à avoir accompli une carrière professionnelle sans aucune défaite.

## Premières années
D'origine italienne, Marciano naît et grandit à Brockton dans le Massachusetts. Il est le fils de Pierino Marchegiano (1894–1972), né à Ripa Teatina en Italie, et de Pasqualina Picciuto (1902–1986), elle aussi née en Italie, à San Bartolomeo in Galdo. Rocky a 3 sœurs (Alice, Concetta, et Elizabeth) et 2 frères (Louis et Peter). Il contracte à seulement 1 an une pneumonie dont il faillit mourir. Dans sa jeunesse, il joue au baseball et met au point chez lui son propre équipement d'haltérophilie. Il utilise un sac de courrier bourré accroché dans son jardin comme sac de frappe. À la Brockton High School, il joue dans l'équipe de baseball et de football américain. Cependant, il est renvoyé de l'équipe de baseball à cause de son engagement dans une ligue religieuse, violant une règle de l'école interdisant aux joueurs de rejoindre d'autres équipes.
Il abandonne l'école après la classe de seconde et travaille alors comme routier pour la compagnie de glace et de charbon de Brockton puis comme vendeur de chaussures.
En mars 1943, Marciano entame son service militaire pour une période de deux ans au Pays de Galles où il aide à transporter des provisions à travers la Manche vers la Normandie. Une fois la guerre finie, il termine son service en mars 1946 au Fort Lewis dans l'État de Washington.

## Circuit amateur
Marciano remporte en 1946 le tournoi armed forces boxing où il représente l'armée américaine. Sa carrière d'amateur est interrompue le 17 mars 1947 quand Rocky monte sur le ring en tant que professionnel. Cette nuit-là, il bat Lee Epperson par KO en trois rounds. Cependant, il retourne dans le circuit amateur où il boxe pour les gants d'or du tournoi All-East Championship en mars 1948 (il est à cette occasion battu par Coley Wallace).
Il continue à boxer en tant qu'amateur au cours du printemps 1947 et participe aux essais olympiques de l'AAU (union sportive amateur) qui se déroulent au Boston Garden et où il met KO George Mc Ginnis. Cependant, il s'abîme les mains lors de ce match et est contraint de se retirer du tournoi. Ce combat est son dernier en tant qu'amateur. Avec un score de 10-4, ses années dans les rangs amateurs sont les seules où Marciano enregistre des défaites.
À la fin du mois de mars 1947, Rocky et quelques-uns de ses amis voyagent à Fayetteville, en Caroline du Nord, pour essayer d'intégrer l'équipe de baseball des Cubs de Chicago. Cependant, Marciano est renvoyé au bout de trois semaines. Après avoir échoué à trouver une place dans une autre équipe, il retourne à Brockton et commence son entraînement de boxe avec un vieil ami : Allie Colombo. Al Weill lui sert alors de manager et Charley Goldman d'entraîneur.

## Carrière professionnelle
Bien qu'il ait déjà un combat gagné en tant que professionnel contre Lee Epperson, la nuit du 12 juillet 1948 marque véritablement le début de sa carrière professionnelle. Cette nuit-là, il gagne contre Harry Bilizarian par KO. Ses quinze combats suivants sont aussi gagnés par KO, tous avant le 4e round et neuf avant la fin du premier.
Don Mogard est le premier boxeur à finir un match contre "The Rock" (le rocher) mais Marciano gagne par décision. Au début de sa carrière, il change la prononciation de son nom, le présentateur de Providence dans le Rhode Island ne pouvant prononcer Marchegiano, il lui dit de l'appeler Marciano.
Il gagne encore trois combats par KO puis rencontre Ted Lowry, qui de l'avis de plusieurs juges et témoins gagne probablement trois ou quatre des dix rounds. Néanmoins, Rocky garde son invincibilité en étant déclaré vainqueur aux points. Il boxera contre Lowry une autre fois et le combat ira aussi jusqu'au dernier round. Marciano gagne ensuite quatre autres combats par KO jusqu'à un match difficile qui dure les dix rounds en 1950 contre Roland LaStarza.
Il remporte trois combats supplémentaires par KO avant une revanche contre Lowry qu'il gagne à nouveau par décision unanime.
Ses quatre combats suivants sont des KO et après une victoire contre Red Applegate, il est retransmis à la télévision nationale pour la première fois lorsqu'il met KO Rex Layne en six rounds le 12 juillet 1951. Une victoire après, il est à nouveau retransmis à la télévision pour un match contre Joe Louis qu'il bat par KO au 8e round et qui fut le dernier combat de Louis. Ce combat laisse à Marciano un sentiment mitigé, Louis ayant été l'idole de son enfance.

## Apogée de sa carrière
Après quatre victoires supplémentaires, incluant celles contre Lee Savold et Harry Matthews, Marciano affronte le champion du monde des poids lourds Jersey Joe Walcott à Philadelphie le 23 septembre 1952. Après avoir été au tapis lors du premier round, Rocky se relève et met son adversaire KO au 13e round devenant champion du monde au terme d'un combat difficile où il fut mené aux points. La revanche a lieu un an plus tard et marque les esprits car il met cette fois KO Walcott dès le 1er round.
C'est ensuite le tour de Roland LaStarza de défier Marciano en 1953. Menant aux points, Roland est battu par KO dans le 11e round. L'ancien champion du monde Ezzard Charles est ensuite opposé à Rocky le 17 juin 1954 qui le bat par décision au meilleur des 15 rounds. Charles est le seul homme à avoir résisté à Marciano pendant 15 rounds (les autres victoires par décision étant des matchs en dix rounds). Rocky le loua plus tard comme un des plus difficiles boxeurs qu'il ait jamais affrontés. Après avoir cassé le nez d'Ezzard lors de la revanche au 6e round, Marciano conserve finalement son titre par KO lors de la 8e reprise puis bat au 9e round l'Anglais Don Cockell alors champion d'Europe.
Sa dernière défense de titre a lieu le 21 septembre 1955 contre Archie Moore. Le combat était initialement prévu le 20 mais fut repoussé en raison du risque d'ouragan. Marciano est mis au tapis pendant 2 secondes mais se relève et met KO Moore lors du neuvième round après l'avoir déjà mis à terre au 6e et au 8e où il fut sauvé par le gong.
Marciano annonce sa retraite le 27 avril 1956. Après s'être retiré, il est quelque peu critiqué pour s'être retiré sans avoir affronté Floyd Patterson. Cependant durant le règne de Marciano, Patterson n'était pas un challenger pour le titre des lourds et n'était pas non plus classé chez les lourds. En fait, pendant cette période il s'est principalement battu dans la catégorie des mi-lourds.

## Distinctions
- Rocky Marciano est élu boxeur de l'année en 1952, 1954 et 1955 par Ring Magazine.
- Marciano - Walcott I est élu combat de l'année en 1952.
- Marciano - LaStarza II est élu combat de l'année en 1953.
- Marciano - Charles est élu combat de l'année en 1954.
- Il est membre de l'International Boxing Hall of Fame depuis sa création en 1990.

## Après la boxe
Rocky Marciano faillit tenter un retour en 1959 quand Ingemar Johansson gagna le titre mondial des poids lourds contre Floyd Patterson le 26 juin 1959. Mais après un mois d'entraînement il renonça définitivement à revenir. De plus, Patterson ayant déjà un contrat pour un match revanche, cela aurait compliqué toute tentative de décrocher un combat pour le titre.
Après sa retraite, Rocky Marciano investit dans des restaurants bien que nombre de ses investissements (comme l'achat des « marécages de la Floride ») s'avérèrent désastreux. Plusieurs fois, l'argent qu'il donna à ses amis ne fut pas remboursé.
Il présenta une émission de boxe hebdomadaire à la télé pendant un an. Il devint aussi, une brève période, arbitre de lutte (Rocky Marciano était un bon lutteur à l'école). Il continua ensuite et pendant de nombreuses années à être arbitre et commentateur de boxe.
En juillet 1969, peu avant sa mort, Rocky Marciano participa à un match fictif : « The Superfight: Marciano vs Ali ». Les deux boxeurs furent filmés pendant des sparring, un ordinateur simulant un combat hypothétique entre eux deux au sommet de leur forme (Rocky Marciano ayant arrêté la boxe et étant âgé de 45 ans). Le combat fut diffusé le 20 janvier 1970, Rocky Marciano vainqueur par K.O à la 13e reprise.
Le 31 août 1969, il périt dans un accident d'avion privé près de Des Moines (Iowa). Il est inhumé à Fort Lauderdale, en Floride. Sa femme Barbara est décédée cinq ans plus tard à l'âge de 46 ans des suites d'un cancer et est enterrée à côté de lui.